# Hood (Californie)
Pour les articles homonymes, voir Hood.
Hood est une census-designated place du comté de Sacramento, dans l'État de Californie, aux États-Unis,. En 2020, elle compte une population de 244 habitants.